# Roque

Roque – amerykańska odmiana krokieta (ang. croquet), której nazwa powstała po usunięciu w tym słowie pierwszej i ostatniej litery. 
Roque była dyscypliną olimpijską podczas Igrzysk Olimpijskich w St. Louis w 1904 r., medale zdobyli wówczas Charles Jacobus, Smith Streeter i Charles Brown (wszyscy ze Stanów Zjednoczonych). W 1916 r. powstała Amerykańska Liga Roque (The American Roque League) 
Gra w roque odbywa się na ubitym polu, na którym umieszczone są bramki. Do uderzania piłki służą młotki, które są krótsze od stosowanych w krokiecie (mają ok. 24 cale), a ich końcówki wykonane są z kamienia. Współcześnie w roque wciąż gra się w niektórych amerykańskich stanach, m.in. w Illinois, Nebraska, Nowy Jork czy Nowy Meksyk.